# Ревель (Верхняя Гаронна)
Реве́ль (фр. Revel, окс. Revèl) — коммуна во Франции, находится в регионе Юг — Пиренеи. Департамент — Верхняя Гаронна. Административный центр кантона Ревель. Округ коммуны — Тулуза.
Код INSEE коммуны — 31451.

## География

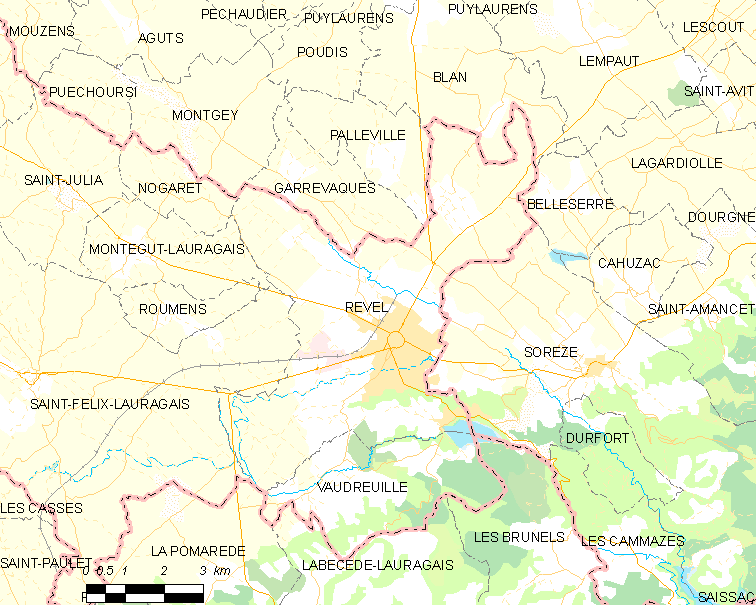
Карта коммуны

Коммуна расположена приблизительно в 600 км к югу от Парижа, в 50 км к востоку от Тулузы.

## Климат
Климат умеренно-океанический. Зима мягкая и снежная, весна характеризуется сильными дождями и грозами, лето сухое и жаркое, осень солнечная. Преобладают сильные юго-восточные и северо-западные ветры.

## Население
Население коммуны на 2010 год составляло 9361 человек.
| 1962 | 1968 | 1975 | 1982 | 1990 | 1999 | 2010 |
| ---- | ---- | ---- | ---- | ---- | ---- | ---- |
| 6411 | 6843 | 7164 | 7448 | 7520 | 8023 | 9361 |

## Администрация
| Период | Период | Фамилия      | Партия                                                               | Примечания               |
| ------ | ------ | ------------ | -------------------------------------------------------------------- | ------------------------ |
| 1944   | 1974   | Роже Сюдр    | Французская секция Рабочего интернационала → Социалистическая партия | член генерального совета |
| 1974   | 1989   | Жан Рикалан  | Социалистическая партия                                              | член генерального совета |
| 1989   | 2020   | Ален Шатийон | Союз демократов и независимых                                        | сенатор                  |

## Экономика
В 2010 году среди 5392 человек трудоспособного возраста (15—64 лет) 3747 были экономически активными, 1645 — неактивными (показатель активности — 69,5 %, в 1999 году было 68,3 %). Из 3747 активных жителей работали 3225 человек (1685 мужчин и 1540 женщин), безработных было 522 (254 мужчины и 268 женщин). Среди 1645 неактивных 597 человек были учениками или студентами, 593 — пенсионерами, 455 были неактивными по другим причинам.

## Достопримечательности
- Церковь Нотр-Дам
- Бывший крытый рынок, ныне туристический офис (XIV век). Исторический памятник с 2006 года[4]
- Мост через реку Рья (XVII век). Исторический памятник с 1998 года[5]
- Аварийный водосброс на реке Лодо[фр.] (1761 год). Исторический памятник с 1998 года[6]
- Плотина Сен-Ферреоль на Южном канале (1682 год). Исторический памятник с 1997 года[7]

## Фотогалерея

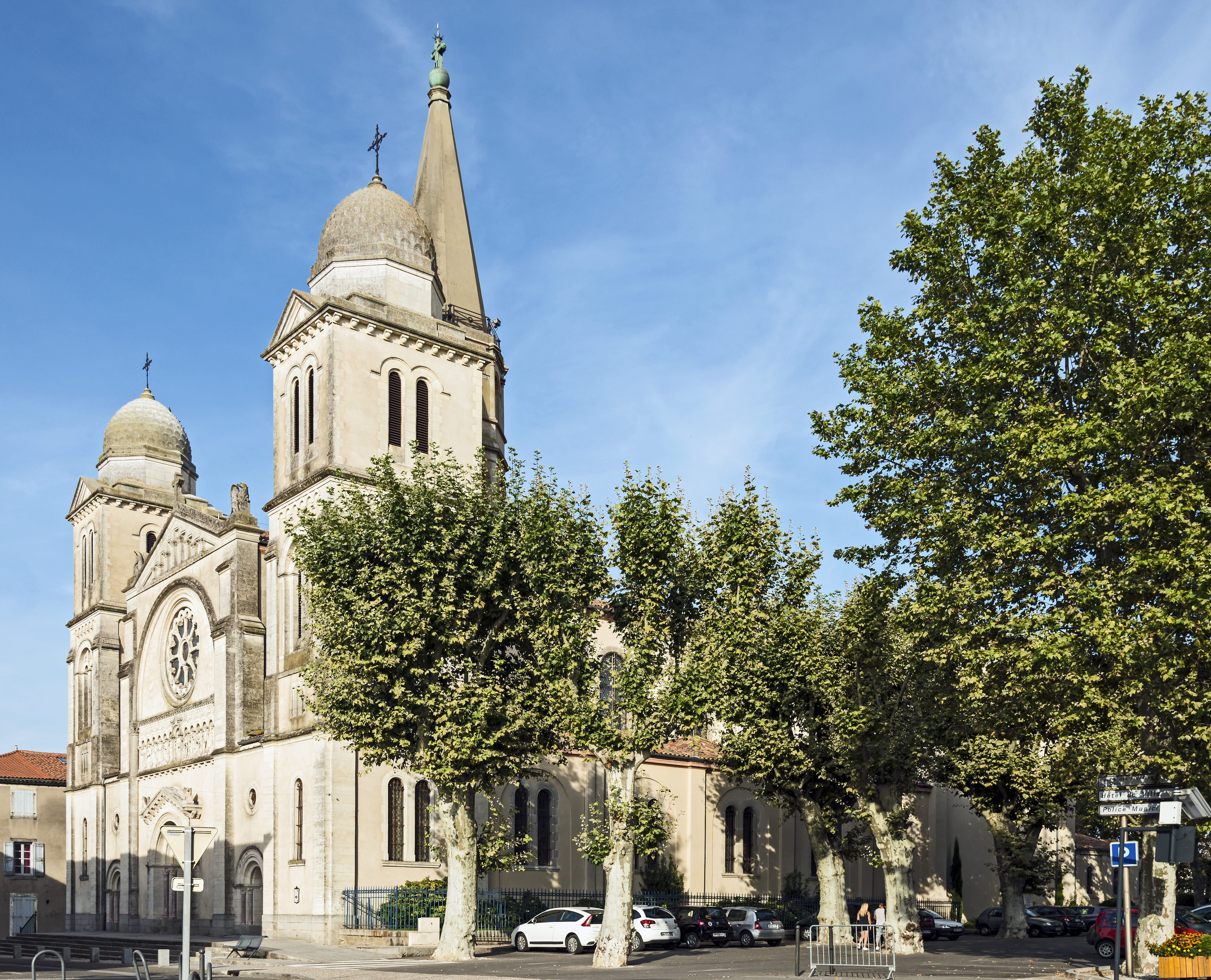
Церковь Нотр-Дам
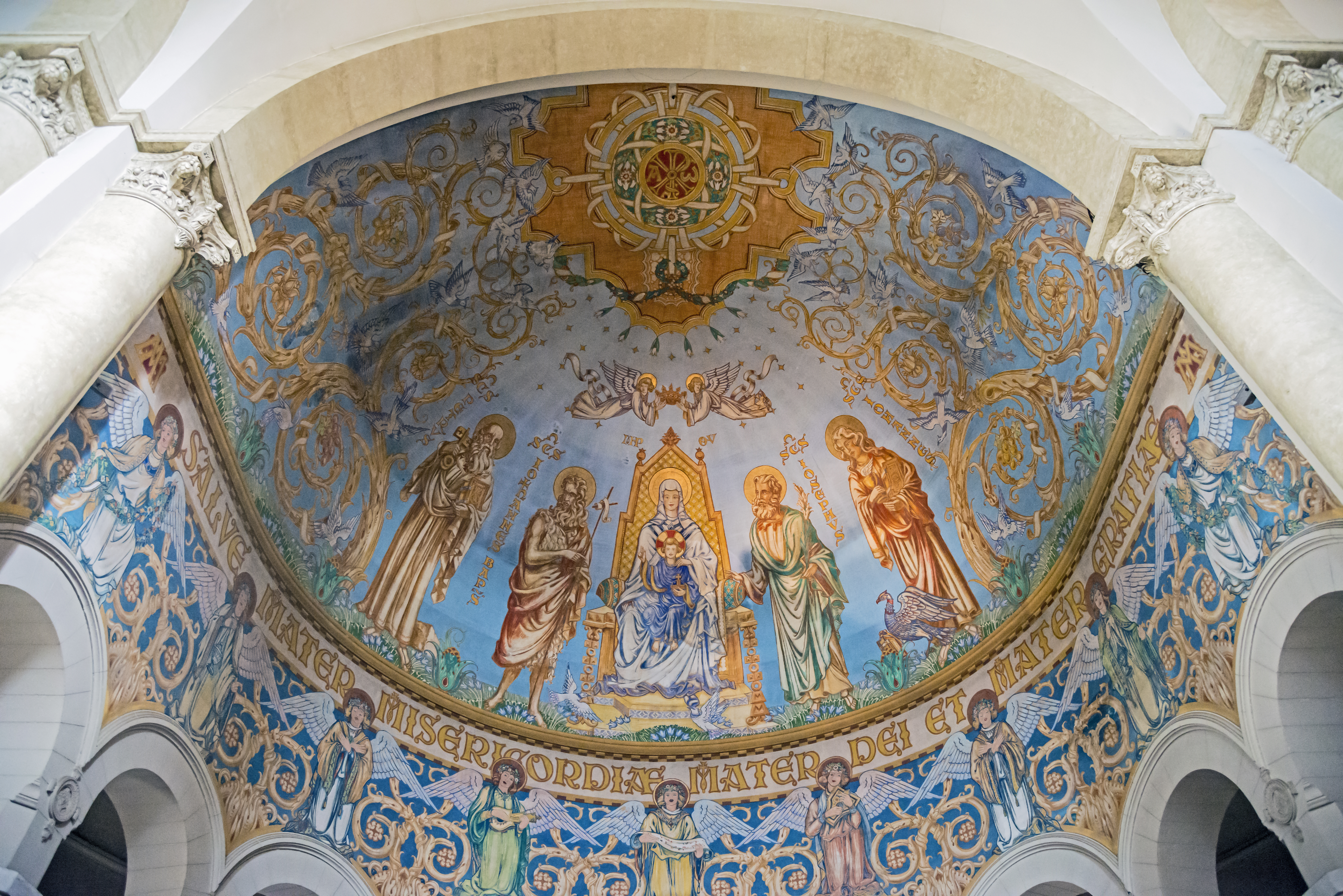
Свод хора
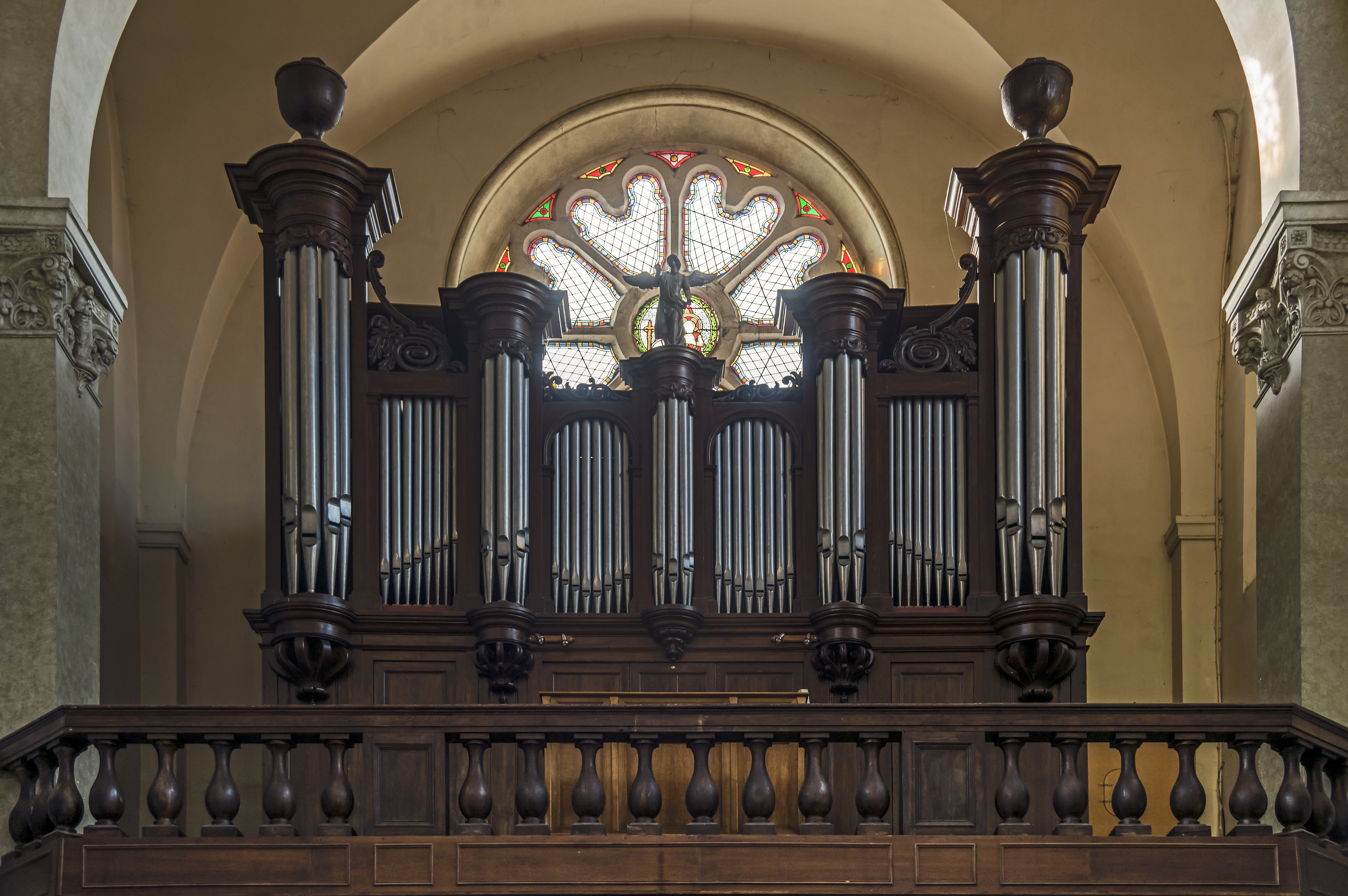
орган
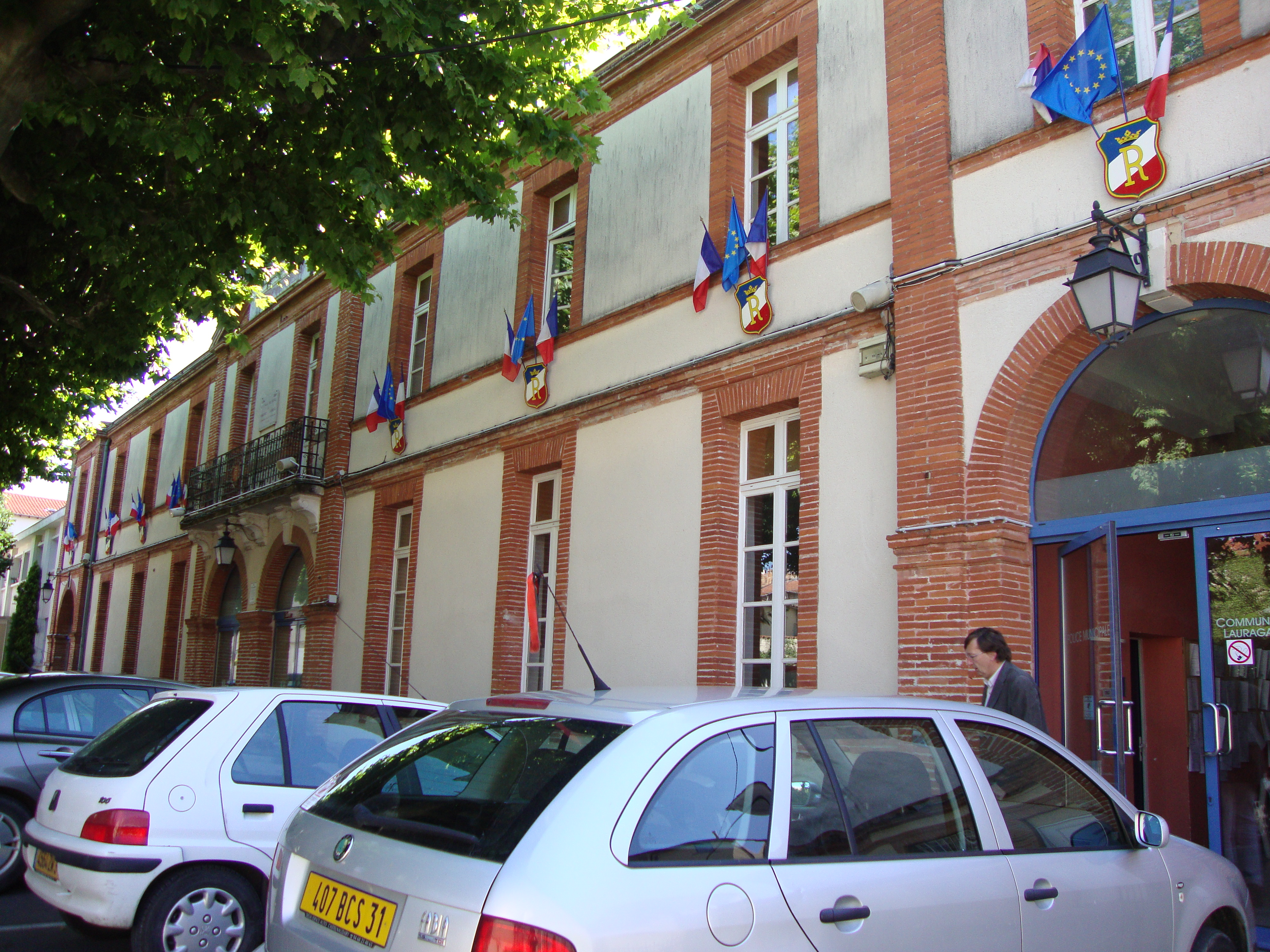
Мэрия
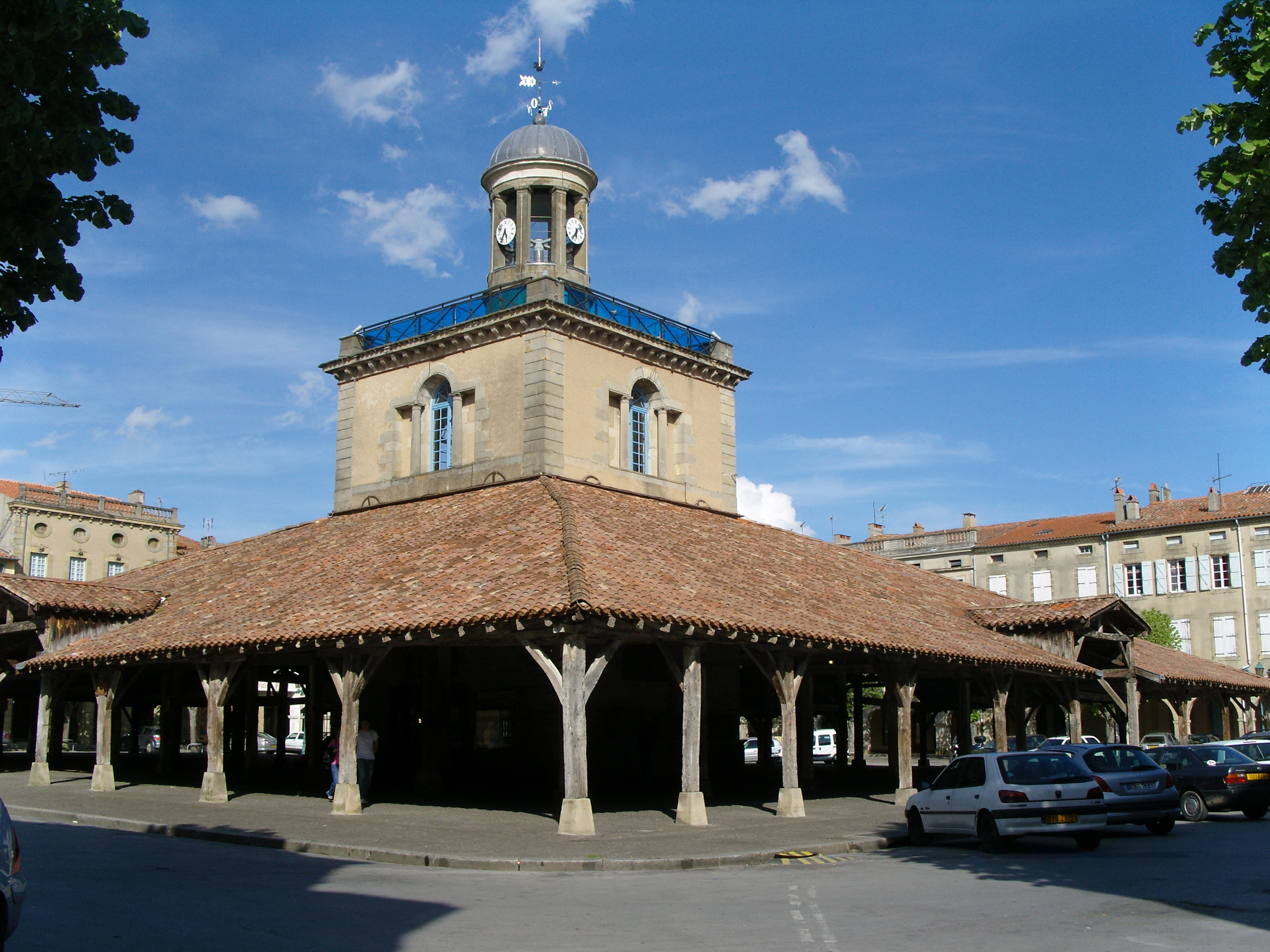
Крытый рынок
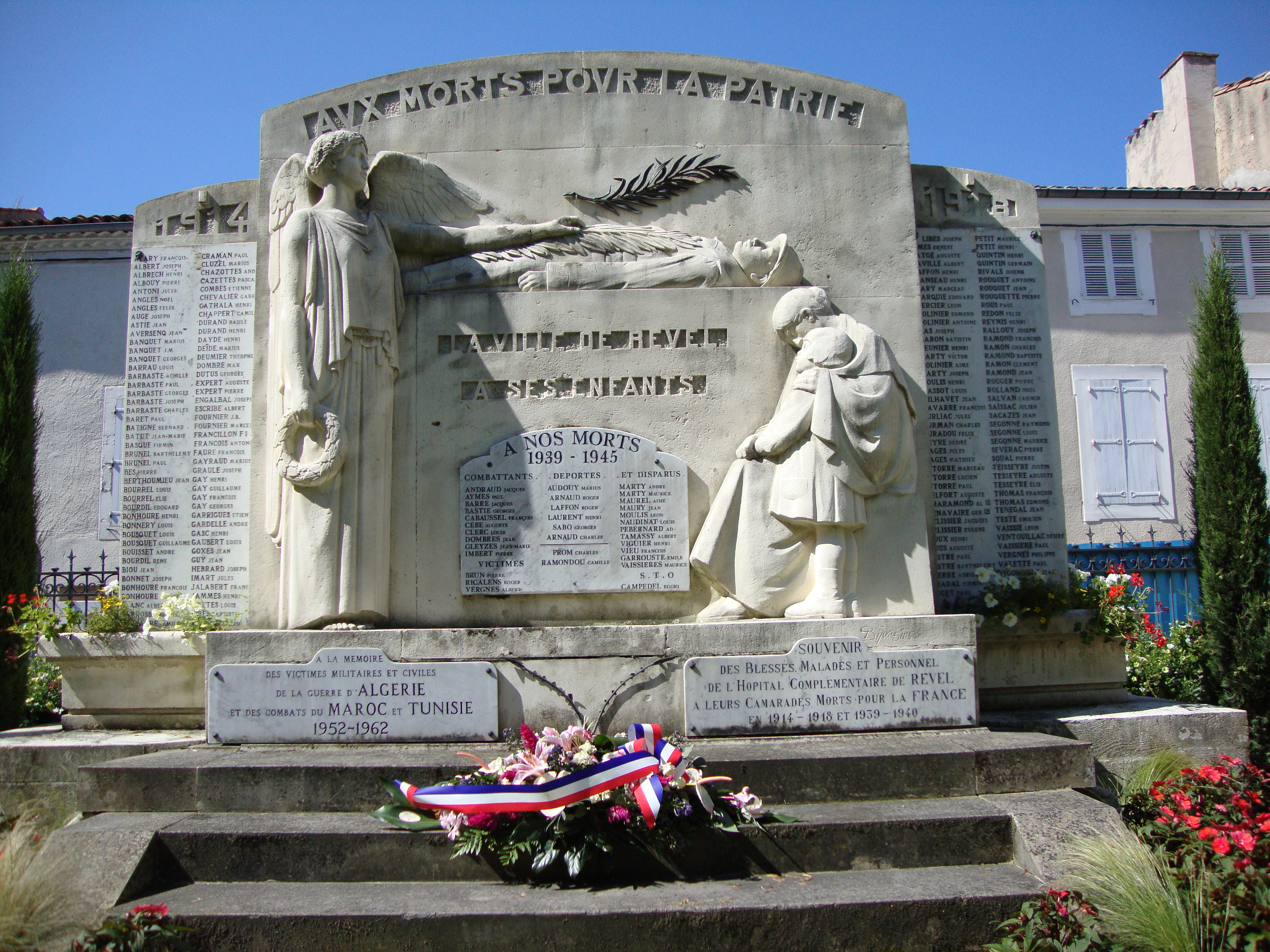
Военный мемориал
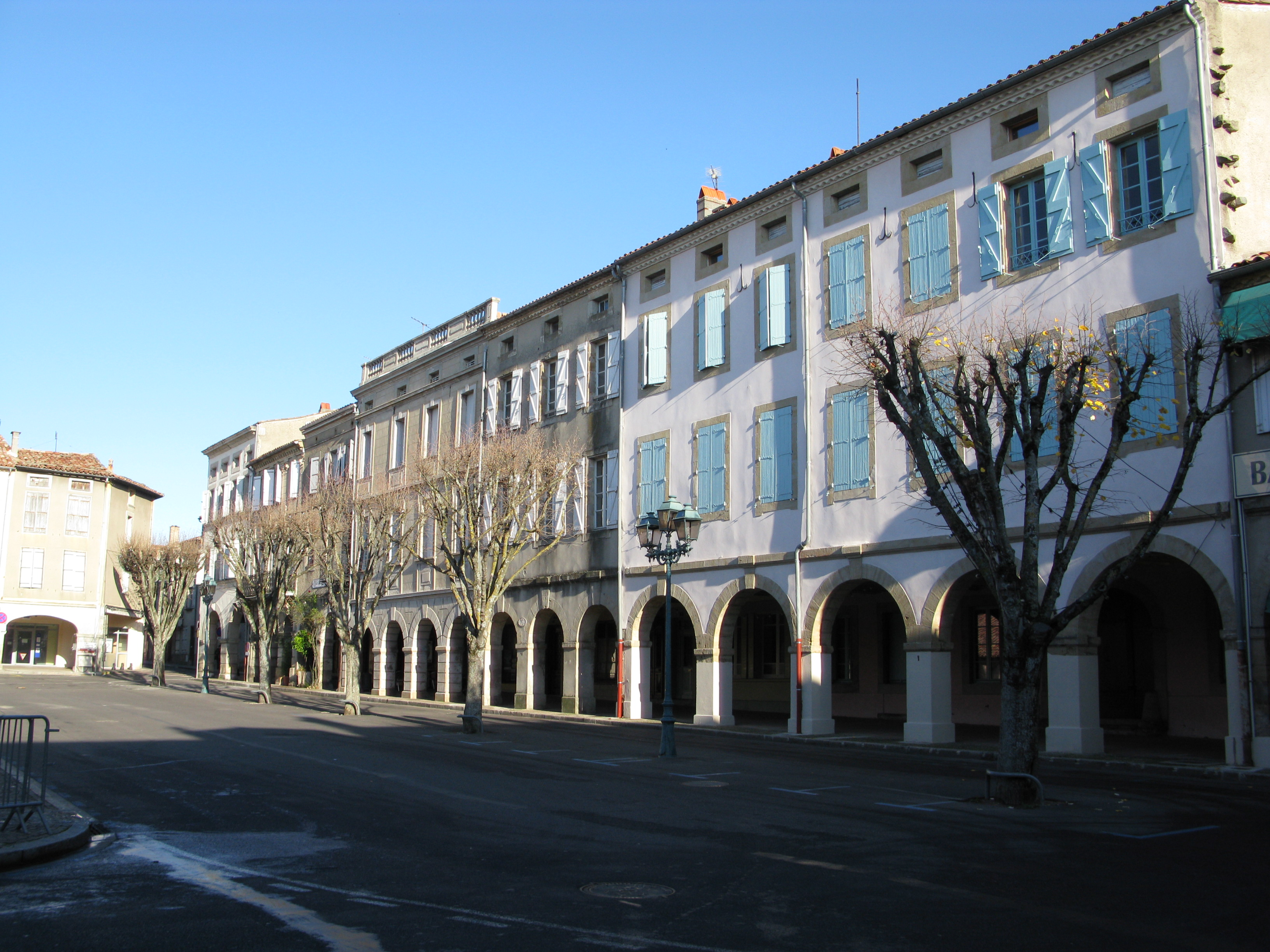
Здание с галереей